# Kayoko Fukushi
Kayoko Fukushi (Japans: 福士加代子, Fukushi Kayoko) (Itayanagi (Prefectuur Aomori), 25 maart 1982) is een Japanse langeafstandsloopster, die zich gespecialiseerd heeft in de 5000 m en de 10.000 m. Ze nam viermaal deel aan de Olympische Spelen, maar won hierbij geen medailles. Van 2006 tot 2009 had ze het wereldrecord in handen op de 15 km. Tevens was zij van 2006 tot 2017 Aziatisch recordhoudster op de 10 km en is zij dat nog steeds op de 15 km en de halve marathon.

## Loopbaan
In 2004 maakte Fukushi haar olympisch debuut op de Olympische Spelen van 2004 in Athene. Ze kwam hierbij uit op de 10.000 m en eindigde bij die gelegenheid op een 22e plaats. 
Op de Olympische Spelen van 2008 in Peking vertegenwoordigde ze Japan op zowel de 5000 m als de 10.000 m. Op de 5000 m sneuvelde ze in de kwalificatieronde. Op de 10.000 m werd ze elfde in 31.01,14.
Vier jaar later op de Olympische Spelen in Londen sneuvelde ze opnieuw in de kwalificatieronde van de 5000 m. Bij de 10.000 m verging het haar beter en eindigde ze op een tiende plaats. Bij de Olympische Spelen van 2016 in Rio de Janeiro beproefde ze haar geluk op de olympische marathon. Ze finishte als veertiende in 2:29.53.
Haar beste prestatie is het winnen van de 10.000 m op de Aziatische Spelen in 2006. Op 5 februari 2006 liep Kayoko Fukushi in Marugame een wereldrecord van 46.55 op de 15 km. 
In 2003 droeg Fukushi de fakkel op de Aziatische Winterspelen. Ze is aangesloten bij Wacoal.

## Titels
- Aziatische Spelen kampioene 10.000 m - 2006
- Japans kampioene 5000 m - 2002, 2004, 2005, 2006, 2007, 2010
- Japans kampioene 10.000 m - 2002, 2003, 2004, 2005, 2006, 2007, 2010

## Persoonlijke records
Baan
| Onderdeel | Prestatie     | Datum          | Plaats |
| --------- | ------------- | -------------- | ------ |
| 3000 m    | 8.44,40 (NR)  | 5 juli 2002    | Parijs |
| 5000 m    | 14.53,22 (NR) | 8 juli 2005    | Rome   |
| 10.000 m  | 30.51,81      | 8 oktober 2002 | Busan  |

Weg
| Onderdeel      | Prestatie         | Datum           | Plaats   |
| -------------- | ----------------- | --------------- | -------- |
| 5 km           | 15.32 (NR)        | 6 januari 2006  | Miyazaki |
| 10 km          | 30.52 (ex-AR; NR) | 5 februari 2006 | Marugame |
| 15 km          | 46.55 (ex-WR, AR) | 5 februari 2006 | Marugame |
| 20 km          | 1:03.41 (NR)      | 5 februari 2006 | Marugame |
| halve marathon | 1:07.26 (AR)      | 5 februari 2006 | Marugame |
| 25 km          | 1:22.31           | 9 oktober 2011  | Chicago  |
| 30 km          | 1:40.07           | 9 oktober 2011  | Chicago  |
| marathon       | 2:24.21           | 27 januari 2013 | Osaka    |

## Palmares

### 3000 m
- 2006: 5e Wereldbeker - 8.44,58

### 5000 m
- 1999:  Aziatische jeugdkamp. - 17.08,10
- 2000: 4e WJK - 16.25,01
- 2001:  Japanse Spelen - 15.20,08
- 2002:  Aziatische Spelen - 14.55,19
- 2005: 12e WK - 14.59,92
- 2006:  Wereldbeker - 15.06,69
- 2007: 14e WK - 15.19,40
- 2008: 10e in kwal.OS  - 15.20,46
- 2012: 8e in kwal. OS  - 15.09,31

### 10.000 m
- 2002:  Aziatische Spelen - 30.51,81
- 2003: 11e WK - 31.10,57
- 2004: 26e OS - 33.48,66
- 2005: 11e WK - 31.03,75
- 2006:  Aziatische Spelen - 31.29,38
- 2007: 10e WK - 32.32,85
- 2008: 11e OS - 31.01,14
- 2009: 9e WK - 31.23,49
- 2012: 10e OS  - 31.10,35

### 20 km
- 2006: 6e WK in Debrecen - 1:05.32

### halve marathon
- 2006:  halve marathon van Sendai - 1:11.27

### marathon
- 2008: 19e marathon van Osaka - 2:40.54
- 2011:  Chicago Marathon - 2:24.38
- 2012: 9e marathon van Osaka - 2:37.35
- 2013:  marathon van Osaka - 2:24.21
- 2013:  WK - 2:27.45
- 2014: 6e marathon van Berlijn - 2:26.25
- 2015: 4e Chicago Marathon - 2:24.25
- 2016:  marathon van Osaka - 2:22.17
- 2016: 14e OS - 2:29.53

### veldlopen
- 2002: 15e WK - 27.53
- 2006: 6e WK (lange afstand) - 25.51